# Jessica Sula
Jessica Sula est une actrice britannique née le 3 mai 1994 à Gorseinon.
Elle est connue pour son rôle de Grace « Gracie » Violet dans la troisième génération de la série télévisée Skins,
Au cinéma, elle a notamment incarné Marcia dans le film Split.

## Biographie
Jessica Sula est née le 3 mai 1994 à Swansea au pays de Galles dans le Royaume-Uni. Elle est d'origines trinidadiennes et chinoises du côté de sa mère et estoniennes et allemandes du côté de son père. Elle a grandi à Gorseinon.

## Filmographie

### Télévision
- 2011-2012 : Skins : Grace "Gracie" Violet
- 2013 : Love and Marriage (en) : Scarlett Quilter
- 2015 : Eye Candy
- 2016 : Recovery Road : Maddie Graham
- 2016 : Lucifer : Amy Dodd
- 2017 : Godless : Louise Hobbs
- 2019 : Scream: Resurrection : Liv
- 2021 : Panic : Natalie Williams

### Cinéma
- 2014 :  Honeytrap :  Layla
- 2017 : Split de M. Night Shyamalan : Marcia
- 2025 : Michael de Antoine Fuqua : LaToya Jackson